# 再見單身
，是2016年6月上映的一部韓國喜劇劇情片，由《罐子》《阳光男孩》的導演金泰昆執導，金憓秀、馬東錫和金賢秀主演。本片於2016年6月29日在韓國上映。講述了頂級明星珠妍因惹出的震驚全國的懷孕緋聞而展開的搞笑故事。累積觀影人次達210萬人。

## 演員陣容
- 金憓秀 饰演 高珠妍

年約40歲的著名女明星，自我中心，凡事只著重個人利益。希望同時擁有名利、金錢及一個年輕帥氣的男朋友。
- 馬東錫 饰演 朴平久

設計師，高珠妍的好朋友兼經紀人。
- 金賢秀 饰演 金丹智

未婚懷孕的女學生，因需要金錢而接受高珠妍所提出的建議。
- 金容建 饰演 金代表
- 徐玄振 饰演 尚美

平久的妻子。
- 郭時暘 饰演 姜志勳

比高珠妍年輕12歲的男朋友，在其事業陷入低谷時離她而去。
- 黃美英 饰演 美萊

高珠妍的司機。
- 全錫浩 饰演 朴導演
- 安宰弘 饰演 韓德秀

婦產科醫生。
- 李秀卿 饰演 宣英

金丹智的姊姊。
- 陳雨珍 饰演 基哲
- 金宝仑 饰演 玉熙
- 李善彬 饰演 姜志勳的愛人
- 姜澯熙 饰演 賢彬

金丹智孩子的父親。
- 許亨圭 饰演 產婦的丈夫
- 金仲基 饰演 美术大学主办方老师
- 姜真雅 饰演 美术大学主办方老师
- 金容浩 饰演 写真摄影师
- 景盛煥 饰演 心理学博士
- 崔高 饰演 三年后平久的第三个孩子
- 白书怡 饰演 夜店里志勋的朋友
- 黃承言 饰演 頒獎嘉賓（友情出演）
- 裴侑藍 饰演 朴女婿（友情出演）

電視劇主演。
- 柳惠琳 饰演 高珠妍同公司的練習生（友情出演）
- 金昌煥 饰演 電視劇助理導演（友情出演）
- 李美度 饰演 李珠华（特别出演）
- 李聖旻 饰演 朱旻鎬（特别出演）

新聞主播。
- 孫淑 饰演 電視劇中年主演演員（特别出演）
- 鄭原仲 饰演 電視劇主演演員（特别出演）
- 朴慶琳 饰演 電視劇發佈會主持人（特别出演）
- 金希澈 饰演 在電視台的偶像歌手（特别出演）
- 鄭成鎬 饰演 在電視台的藝人（特别出演）
- 文世润 饰演 在電視台的藝人（特别出演）
- 鄭妍周 饰演 在電視台的藝人（特别出演）
- 韓載錫 饰演 在電視台的藝人（特别出演）
- 鄭宇植 饰演 在電視台的藝人（特别出演）

## 獎項
| 年份   | 頒獎禮             | 奖项                      | 入圍者 | 結果 |
| ------ | ------------------ | ------------------------- | ------ | ---- |
| 2016年 | 第25屆釜日電影獎   | 最佳女主角                | 金惠秀 | 提名 |
| 2016年 | 第25屆釜日電影獎   | 最佳男配角                | 馬東錫 | 提名 |
| 2016年 | 第37屆青龍電影獎   | 最佳女主角                | 金惠秀 | 提名 |
| 2016年 | 第37屆青龍電影獎   | 最佳新人導演              | 金泰昆 | 提名 |
| 2017年 | 第53屆百想藝術大賞 | 電影部門 女子最優秀演技賞 | 金惠秀 | 提名 |

## 外部連結
- NAVER上《再見單身》的资料
- 韩国电影数据库（KMDb）上《再見單身》的資料
- 互联网电影数据库（IMDb）上《再見單身》的资料（英文）
- 豆瓣电影上《再見單身》的資料 （简体中文）
- Box Office Mojo上《再見單身》的资料（英文）